# Ricardo Etxarte
Ricardo Etxarte-San Martín (Echarte) [Rikardo Ečarte], (* 4. říjen 1974 Pamplona, Španělsko) je bývalý reprezentant Španělska v judu a sambu. Původem je Bask.

## Sportovní kariéra
Společně s Óscarem Fernándezem tvořili zajímavou dvojici reprezentantů Španělska v polostřední váze. Mimo olympijské období prakticky nebyl vůbec vidět. Judo kombinoval s podobným sportem sambem a se studiem na vysoké škole. Účastnil se dvou olympijských her. V roce 2000 v Sydney i v roce 2004 v Athénách vypadl v prvním kole.

## Výsledky
| Turnaj             | 1993 | 1994 | 1995 | 1996 | 1997 | 1998 | 1999 | 2000 | 2001 | 2002 | 2003 | 2004 |
| ------------------ | ---- | ---- | ---- | ---- | ---- | ---- | ---- | ---- | ---- | ---- | ---- | ---- |
| Olympijské hry     | -    | -    | -    | dns  | -    | -    | -    | úč.  | -    | -    | -    | úč.  |
| Mistrovství světa  | dns  | -    | dns  | -    | dns  | -    | dns  | -    | dns  | -    | 5.   | -    |
| Mistrovství Evropy | dns  | dns  | dns  | dns  | dns  | dns  | dns  | 2.   | dns  | dns  | dns  | 3.   |
| ME juniorů         | úč.  | úč.  | -    | -    | -    | -    | -    | -    | -    | -    | -    | -    |